# Ынпасан
 Спортивный клуб «Ынпасан»  (Хангыль: 은파산체육단; Ханча: 銀波山體育團) — северокорейский футбольный клуб из Рёнджон-ри провинции Хванхэ-Намдо.

## История клуба
Последовавшее за инцидентом 18 августа 1976 года массовое переселение северокорейских горожан в деревни дало толчок к развитию футбола в провинциях, поскольку среди переселенцев были игроки ведущих клубов и национальной сборной КНДР. Одной из таких провинциальных команд стал «Ынпасан», названный в честь одноимённой горы в Хванхэ-Намдо. До конца XX века этот клуб был одним из завсегдатаев Северокорейской футбольной лиги. В 1996 году коллектив дошёл до четвертьфинала Трофея Мангёндэ. По состоянию на 2012 год «Ынпасан» был одним из 16 клубов, когда-либо выступавших в высшей лиге КНДР. В последний раз клуб заявлялся на участие в чемпионат КНДР в 2017 году.

## Известные игроки
- Мун Ки-нам — бывший игрок национальной сборной был одним из переселенцев после инцидента 18 августа 1976 года. Впоследствии он руководил этим клубом, а также сборной КНДР. В 2004 году вместе с семьёй бежал в Республику Корея[1][6].